# Metaseiulus validus
Metaseiulus validus är en spindeldjursart som först beskrevs av Chant 1957.  Metaseiulus validus ingår i släktet Metaseiulus och familjen Phytoseiidae. Inga underarter finns listade i Catalogue of Life.